# چه کسی کاک رابین را کشت؟
چه کسی کاک رابین را کشت؟ (به انگلیسی: Who Killed Cock Robin) از مجموعه سمفونی احمقانه یک انیمیشن کوتاه در تاریخ ۲۶ ژوئن ۱۹۳۵ منتشر شد، این اثر توسط والت دیزنی و به کارگردانی دیوید هند ساخته شد.  این اثر در بخش بهترین انیمیشن کوتاه نامزد اسکار شد.
قسمتی از این کارتون، در اواخر فیلم خرابکاری به کارگردانی آلفرد هیچکاک در سالن سینما مشاهده می شود و در آغاز فیلم هم از دیزنی برای اجازه استفاده از اثرش سپاسگزاری می‌شود. 